# Adrien André Maria Cimichella
Adrien André Maria Cimichella OSM (* 21. Februar 1921 in Grotte Santo Stefano; † 21. Juli 2004 in Montreal) war ein italienischer römisch-katholischer Weihbischof in Montréal.

## Leben
Adrien André Maria Cimichella kam als Kind nach Kanada. Er trat der Ordensgemeinschaft der Serviten bei und empfing am 26. Mai 1945 die Priesterweihe für diesen Orden. Von 1946 bis 1955 war er Provinzialsekretär der Serviten für die Region Winnipeg. 1955 kehrte er nach Montreal zurück, um dort Pfarrer in der Gemeinde Notre-Dame du Mont-Carmel zu werden. Im Mai 1964 wurde er zum Provinzialsuperior seines Ordens ernannt.
Papst Paul VI. ernannte ihn am 5. Juni 1964 zum Weihbischof in Montréal und Titularbischof von Quiza. Der Erzbischof von Montréal, Paul-Émile Kardinal Léger PSS, spendete ihm am 16. Juli desselben Jahres die Bischofsweihe; Mitkonsekratoren waren Valérien Bélanger, Weihbischof in Montréal, und Paul Grégoire, Weihbischof in Montréal. 
Er nahm an der vierten Sitzungsperiode des Zweiten Vatikanischen Konzils teil. Am 25. April 1996 nahm Papst Johannes Paul II. seinen altersbedingten Rücktritt an.